# Skaberværk
Skaberværk er et udtryk, der navnlig i bestemt form: Skaberværket, formidler et kristent natursyn, således som det fremgår af skabelsesberetningen i Bibelen. Udtrykket skaberværk er også anvendt om forfattere og kunstneres produktion, der er beskyttet ved lov om ophavsret. Den nuværende lov bruger udtrykket 'litterært eller kunstnerisk værk'.
Udtrykket 'Skaberværket' anvendes typisk i kristen stillingtagen til global økologi. 'Fra og med Kirkernes Verdensråds generalforsamling i Vancouver i 1983 ... får [deltagerne] øjnene op for ... den ødelæggelse af skaberværket, som videnskaber som økologien skærer ud i pap for os'. Det fremgår blandt andet af skabelsesberetningen, at mennesket er indsat til at herske over resten af skabningen. Konsekvenserne af en udbyttende holdning og praksis overfor resten af skabelsen og ødelæggelse af mange arters levesteder har ført til en genlæsning af skabelseshistorien. Planter og dyr har deres egenværdi, og udgør sammen med mennesker et mangfoldigt og kosmisk hele, som har en enestående værdi for Gud. Senere har Europæiske Økumeniske Forsamlinger (European Ecumenical Assemblies, EEA) på sit tredje møde i 2007 formuleret sig om skaberværkets opretholdelse.
I juni 2015 udkom Pave Frans' encyklika Laudato si’ (’Lovet være du’), der også angår skaberværket og menneskers ansvar,  og som ”kraftfuldt afvise[r] tanken, at i og med at vi er skabt i Guds billede og har fået herredømmet over jorden, så retfærdiggør det en absolut dominans over andre væsener” (67).